# Сиркеджи

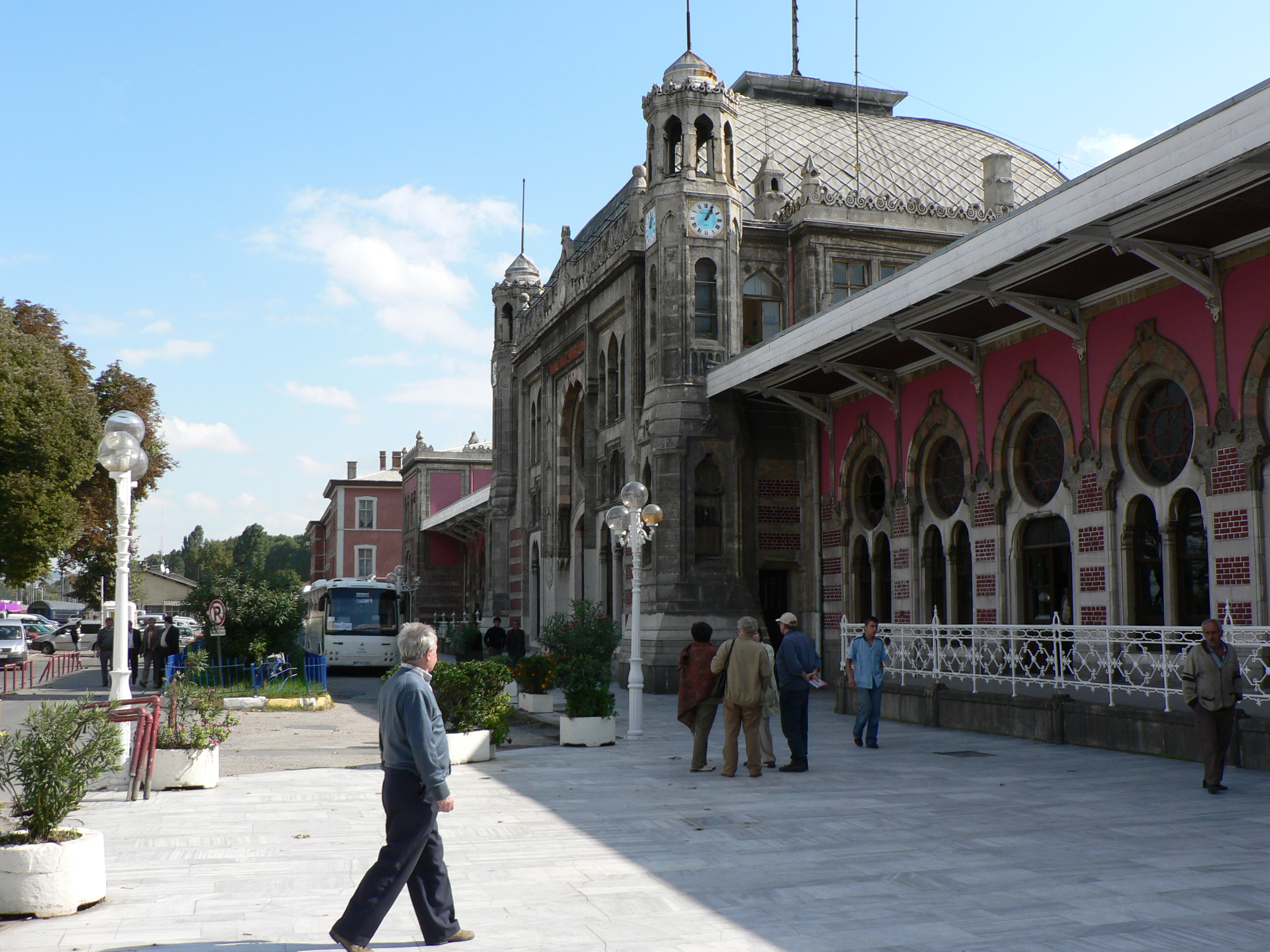
Вокзал Сиркеджи

Сиркеджи (тур. Sirkeci) — городская территория в стамбульском районе Эминёню, прилегающая к вокзалу Сиркеджи, построенному для Восточного экспресса пассажирскому терминалу; культурный и исторический центр города. Инфраструктура территории имеет в основном торговую и туристскую направленность и состоит из небольших магазинов, мастерских, бутиков, отелей, ресторанов традиционной турецкой кухни, книжных магазинов с книгами на турецком и многих других языках, офисов турфирм.
Здесь находится крупнейшее почтовое отделение Турции и Стамбульский музей почты (тур. PTT İstanbul Müzesi).

## Транспорт
Известный как конечный пункт Восточного экспресса, Сиркеджи остаётся одним из транспортных центров Стамбула. Здесь соединяются системы пригородных поездов, трамвая и парома. Вокзал Сиркеджи Турецких железных дорог является важным узлом европейской железнодорожной сети. Два наиболее важных направления — на Салоники и на Бухарест. В настоящее время строится туннель под Босфором, который соединит европейскую и азиатскую железнодорожные сети.